# Władysław Popiołek
Władysław Popiołek (ur. 20 maja 1925 w Jadownikach w gminie Żnin) – polski górnik przodowy i działacz partyjny, poseł na Sejm PRL V i VI kadencji.

## Życiorys
Uzyskał wykształcenie podstawowe. Podczas II wojny światowej wywieziono go do Niemiec na roboty przymusowe. Po wojnie powrócił do Polski, gdzie odbył służbę wojskową. W 1948 został komendantem gminnym w Powszechnej Organizacji „Służba Polsce”. Ukończywszy w 1951 kurs, awansowany został na stopień oficerski. Skierowany został jednocześnie do Jednostki Zastępczej Służby Wojskowej, gdzie objął funkcję instruktora Związku Młodzieży Polskiej, a po rozwiązaniu ZMP zastępcy dowódcy kompanii. W 1958 został zwolniony do rezerwy i został społecznym inspektorem pracy, a następnie górnikiem w kopalni „Dymitrow” w Bytomiu.
Od 1949 był członkiem Polskiej Zjednoczonej Partii Robotniczej, gdzie zajmował stanowisko sekretarza oddziałowej organizacji partyjnej, a także zasiadał w egzekutywie Komitetu Zakładowego w kopalni oraz w egzekutywie i plenum Komitetu Miejskiego w Bytomiu, jak również w Komisji Rewizyjnej Komitetu Wojewódzkiego w Katowicach. Był ponadto w 1964 delegatem na IV zjazd PZPR oraz pełnił funkcje przewodniczącego Miejskiej Komisji Związków Zawodowych oraz Komisji Ochrony Pracy przy Zarządzie Okręgowym Związku Zawodowego Górników w Bytomiu. W 1969 i 1972 uzyskiwał mandat posła na Sejm PRL w okręgu Bytom. Przez dwie kadencje zasiadał w Komisji Leśnictwa i Przemysłu Drzewnego oraz w Komisji Pracy i Spraw Socjalnych.

## Odznaczenia
- Srebrny Krzyż Zasługi
- Brązowy Krzyż Zasługi